# Bohmte
Bohmte er en kommune med godt 13.013 indbyggere (2022), beliggende i den østlige centrale del af Landkreis Osnabrück nordøst for byen Osnabrück, i den tyske delstat Niedersachsen.

## Geografi
Bohmte ligger få kilometer nord for Wiehengebirge ved randen af den Nordtyske Slette. Floden Hunte løber gennem kommunen fra sydøst mod nord. I den sydvestlige del af kommunen ved Herringhausen-Stirpe-Oelingen har Bohmte en havn ved Mittellandkanal. Omkring 300 meter nord for kommunegrænsen ligger enden af søen Dümmer.

### Inddeling
I kommunen ligger landsbyerne og bebyggelserne:
| - An der Haar - An der Hunte - Arenshorst - Auf dem Kerlfelde - Auf der Bruchheide - Bohmte - Bohmterheide - Eue - Feldkamp | - Heesingen - Herringhausen - Hinterbruch - Hinterfelde - Hunteburg - Krönerhüsen - Laar - Lecker - Meyerhöfen | - Nierhüsen - Osterwiehe - Schafbrink - Schwege - Schwegermoor - Stirpe - Streithorst - Welplage - Stirpe-Oelingen |

Hovedbyerne i kommunen er Bohmte, Herringhausen-Stirpe-Oelingen og Hunteburg.

### Nabokommuner
Kommunen grænser mod syd til Bad Essen, mod vest til Ostercappeln, mod nord til Damme (Landkreis Vechta), mod nordøst til Hüde og Stemshorn (begge i Landkreis Diepholz) samt mod øst til kommunen Stemwede i Kreis Minden-Lübbecke i delstaten Nordrhein-Westfalen.